# Hugh Algernon Weddell
Hugh (d’) Algernon Weddell ( 22 de junio de 1819, Birches House, Gloucestershire - 22 de julio de 1877, Poitiers) fue un médico, micólogo y botánico inglés.

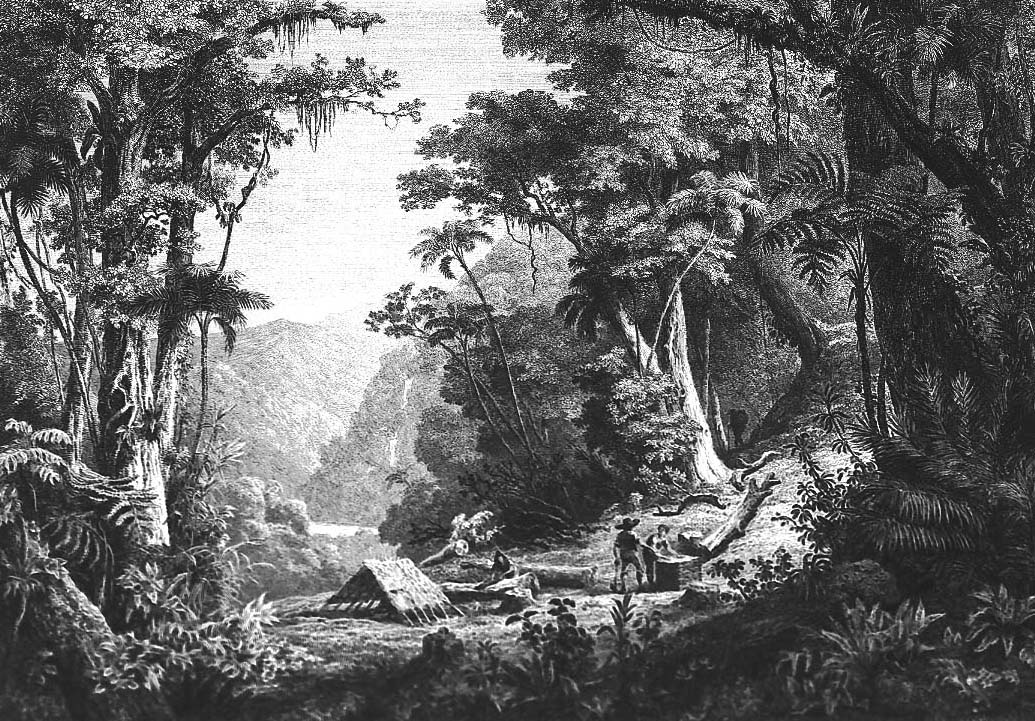
Valles de San Juan del Oro
Histoire Naturelle des quinquinas
J. Denis & Hugh Algernon Weddell

Hizo sus estudios en Boulogne-sur-Mer, y luego en el Liceo Enrique IV de París. Asiste a las lecciones y a sus herborizaciones de d’Adrien de Jussieu (1797-1853) quien lo incita a estudiar medicina. Estudia de manera notable en el Hospital Cochin y obtiene su título de doctor en medicina en 1842.
A. de Jussieu lo elige como naturalista en los cuadros de la expedición armada por Francis de la Porte, conde de Castelnau (1812-1880) a América del Sur. Weddell, explora el subcontinente durante seis años, interesándose por la quinquina, coca, ipecacuana. Realiza reportes de plantas, aves, mamíferos y de minerales.
Se casa en 1847 con Manuela Bolognesi, residente de Arequipa. En marzo de 1848 regresa a Paris, dejando a su esposa en Sudamérica. En París en 1848, es nombrado naturalista ayudante y trabaja por un cargo de botánico en la campaña del Museo Nacional de Historia Natural de Francia. Weddell publica en 1849 su Histoire Naturelle des quinquinas, ou monographie du genre Cinchona, seguido en 1850 con Additions à la flore de l’Amérique du Sud.
Viaja a Perú en 1851 (que luego publica con el título de Viaje por el Norte de Bolivia  en 1853), y va a Orán, Argentina en 1857.
Entretanto, el cargo de Jussieu es suprimido y Weddell se esfuerza en obtener el de A. Brongniart (1801-1876).
De 1855 a 1861, prepara los dos volúmenes de Chloris andina : essai d’une flore de la région alpine des Cordillères de l’Amérique du Sud, constituant la sixième partie du compte rendu de l’expédition de Castelnau, Expédition dans les parties centrales de l’Amérique du Sud (que hace de 1850 a 1859).
Weddell se desprende de sus funciones en 1857 para seguir a su padre que se instala en los Pirineos, Bagnères-de-Bigorre, y luego en Poitiers. Frecuenta un círculo muy activo de botánicos y colabora con Jacques Nicolas Ernest Germain de Saint-Pierre (1815-1882) y con Ernest Staint-Charles Cosson (1819-1889) en Introduction à une flore analytique et descriptive des environs de Paris.

## Algunas publicaciones
- Histoire naturelle des Quinquinas (1849) - monografía describiendo la Cinchona
- Additions à la flore de l’Amérique du Sud (1850) - dando la historia de su primera expedición a Sudamérica
- Voyage dans la Nord de la Bolivie (1853) - describe su segundo viaje a Sudamérica
- Chloris andina: essai d’une flore de la région alpine des Cordillères de l’Amérique du Sud (dos vols.) (1855-1861) - constituye la sexta parte de la Expédition dans les parties centrals de l’Amérique du Sud (1850-1859) de Francis de Castelnau

## Honores

### Epónimos
Especies animales
- (Psittacidae) Aratinga weddellii lorita pico negro

Especies vegetales
- (Arecaceae) Calappa weddellii (Drude ex Mart.) Kuntze[3]
- (Aristolochiaceae) Aristolochia weddellii Duch.[4]
- (Asclepiadaceae) Asclepias weddellii E.Fourn.[5]
- (Asteraceae) Baccharis weddellii Sch.Bip. ex Baker[6]
- (Asteraceae) Doniophyton weddellii Katinas & Stuessy[7]
- (Asteraceae) Neocuatrecasia weddellii (B.L.Rob.) R.M.King & H.Rob.[8]
- (Asteraceae) Xenophyllum weddellii (Phil.) V.A.Funk[9]
- (Berberidaceae) Berberis weddellii Lechl.[10]
- (Boraginaceae) Cordia weddellii I.M.Johnst.[11]
- (Brassicaceae) Exhalimolobos weddellii (E.Fourn.) Al-Shehbaz & C.D.Bailey[12]
- (Campanulaceae) Centropogon weddellii E.Wimm.[13]
- (Caryophyllaceae) Stellaria weddellii Pedersen[14]
- (Cucurbitaceae) Cayaponia weddellii Cogn.[15]
- (Ebenaceae) Diospyros weddellii Hiern[16]
- (Eriocaulaceae) Syngonanthus weddellii Moldenke[17]
- (Geraniaceae) Geranium weddellii Briq.[18]
- (Lauraceae) Nectandra weddellii Meisn.[19]
- (Lycopodiaceae) Huperzia weddellii (Herter) Holub[20]
- (Melastomataceae) Acinodendron weddellii (Naudin) Kuntze[21]
- (Melastomataceae) Pleroma weddellii Triana[22]
- (Orchidaceae) Aceras × weddellii E.G.Camus[23]
- (Orchidaceae) Bulbophyllum weddellii (Lindl.) Rchb.f.[24]
- (Orchidaceae) Microstylis weddellii Finet[25]
- (Orchidaceae)  × Orchiaceras weddellii E.G.Camus[26]
- (Orchidaceae) Orchis × weddellii Franch.[27]
- (Ranunculaceae) Ranunculus weddellii Lourteig[28]
- (Rosaceae) Potentilla weddellii J.F.Macbr.[29]
- (Rubiaceae) Faramea weddellii Standl.[30]
- (Solanaceae) Salpichroa weddellii Benoist[31]
- (Solanaceae) Solanum weddellii Phil.[32]
- (Urticaceae) Laportea weddellii Leandri[33]
- (Urticaceae) Leucosyke weddellii Unruh[34]
- (Urticaceae) Pilea weddellii Fawc. & Rendle[35]
- (Violaceae) Viola weddellii W.Becker[36]

## Fuente
- Benoît Dayrat. 2003. Les Botanistes et la Flore de France, trois siècles de découvertes. Publicación científica del Muséum national d’histoire naturelle : 690 pp.
- Philippe Jaussaud & Édouard R. Brygoo. 2004. Du Jardin au Muséum en 516 biographies. Muséum national d’histoire naturelle de Paris : 630 pp.

- La abreviatura «Wedd.» se emplea para indicar a Hugh Algernon Weddell como autoridad en la descripción y clasificación científica de los vegetales.[37]